# Natalia Godunko
Natalia Godunko, Nataliya Hodunko (en ukrainien : Наталія Годунко) est une gymnaste rythmique ukrainienne née le 5 décembre 1984 à Kiev en RSS d'Ukraine.

## Carrière
Natalia Godunko débuta la gymnastique rythmique à l'âge de 6 ans, entrainée par Albina et Irina Deriugina. 
Natalia rentra dans l'équipe nationale d'Ukraine en 1998. Alors que quelques années auparavant, elle n'était pas une gymnaste reconnue, elle devint la troisième gymnaste ukrainienne, grâce à un entrainement intense et une prise de confiance en elle. En 2003, elle gagne la médaille de bronze au concours général du Grand Prix 2003 à Innsbruck, en Autriche.
Godunko se qualifie aux Jeux olympiques d'été de 2004 à Athènes et termine 5e en finale au concours général individuel.
En 2005, elle devient une véritable rivale d'Anna Bessonova pour le poste de première gymnaste rythmique d'Ukraine, jusque-là détenu par Bessonova. Cette même année, elle termine 1re au ruban aux Championnats Européens; L'année d'après, elle gagne la première place à la corde à la Coupe du Monde 2006.
Elle se qualifie de nouveau aux Jeux olympiques d'été de 2008 et termine 7e au concours général individuel.